# Winznau
Winznau est une commune suisse du canton de Soleure, située dans le district de Gösgen.

Vue aérienne (1970)